# Kia K3 (BL7)
Kia K3 — субкомпактний автомобіль, який Kia виробляє з 2023 року як наступника Rio. Розроблений під кодовою назвою BL7, Kia K3 є більшим за Rio і фактично виступає як бюджетна альтернатива для Cerato. Автомобіль доступний у кузовах хетчбек і седан. Індекс K3 раніше використовувався на ринку Китаю та Південної Кореї для того-таки Kia Forte/Cerato. 

## Огляд
K3 був вперше анонсований 4 серпня 2023 року і був представлений 8 серпня 2023 року в Мексиці.  Версія хетчбек була анонсована 5 жовтня 2023 року.
 

Модель пропонується з 1,6-літровим атмосферним бензиновим двигуном Smartstream G1.6 , який видає 123 к.с. (90 кВт) і 154 Н⋅м крутного моменту та 2,0- літровий атмосферний бензиновий двигун Smartstream G2.0 , який розвиває 152 к.с. (112 кВт) і 142 Н⋅м крутного моменту. 1,4-літровий двигун Kappa від четвертого покоління Rio буде збережено, хоча і для деяких експортних ринків. 

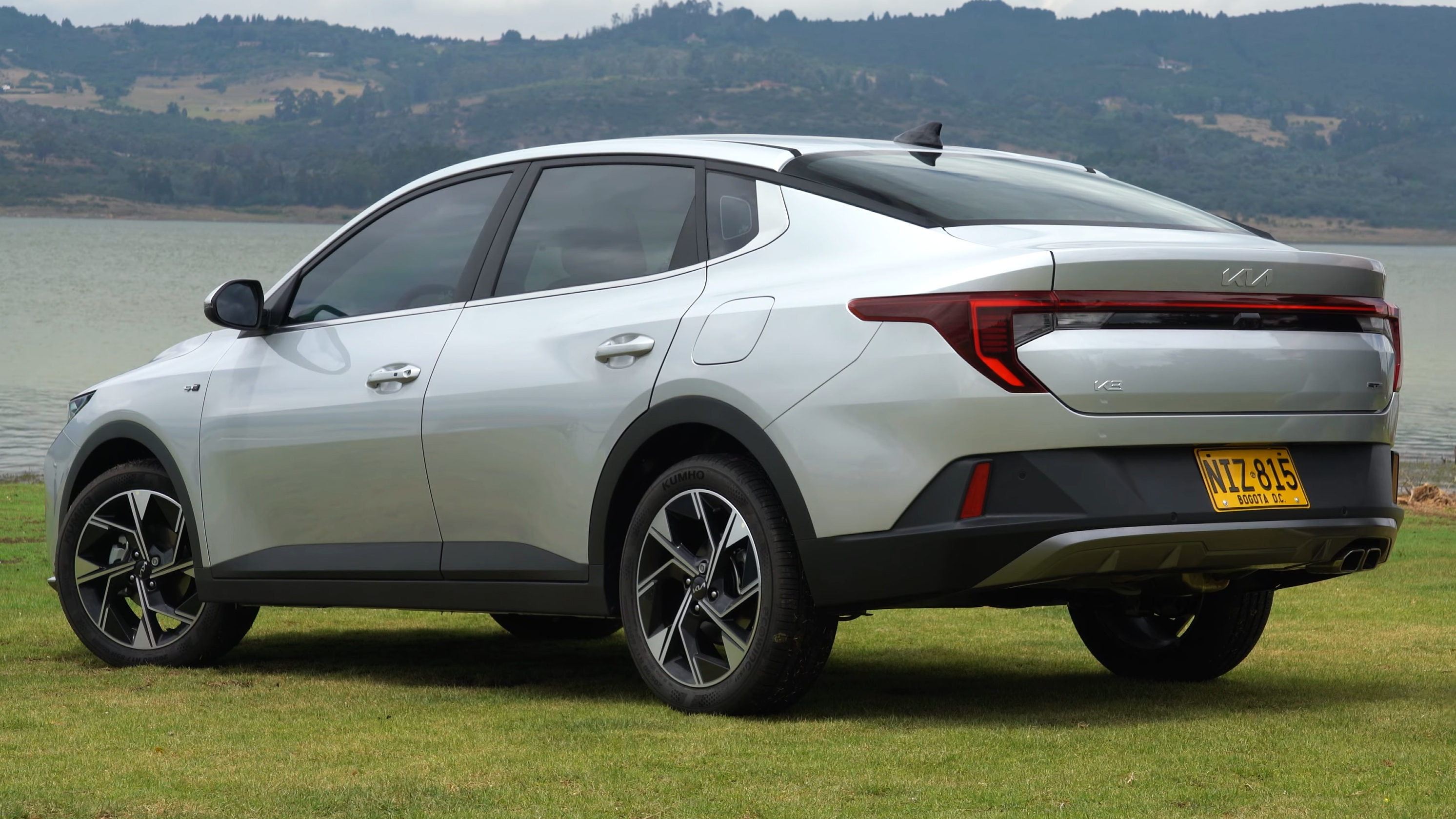
Вид ззаду (седан)
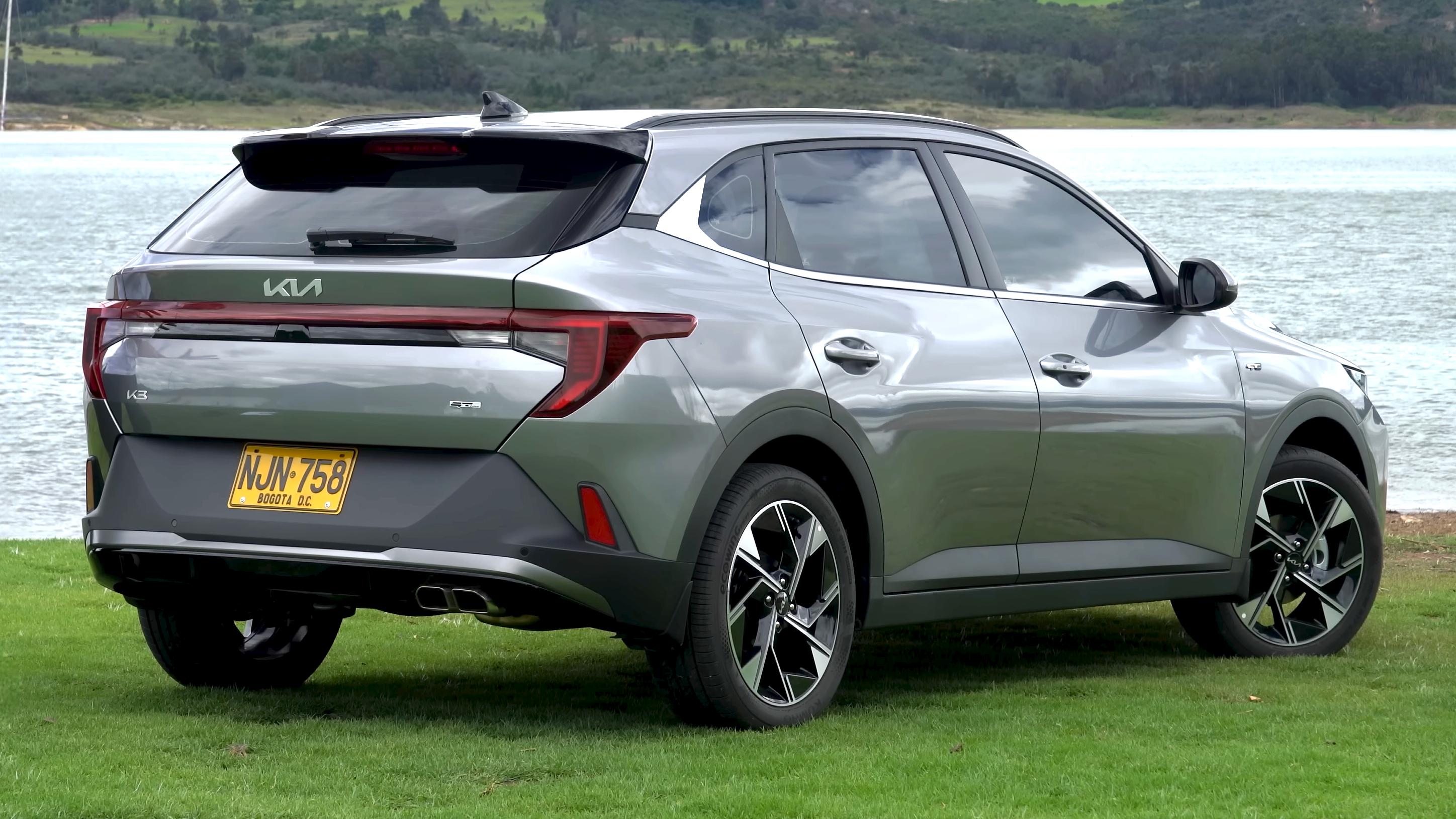
Вид ззаду (хетчбек)
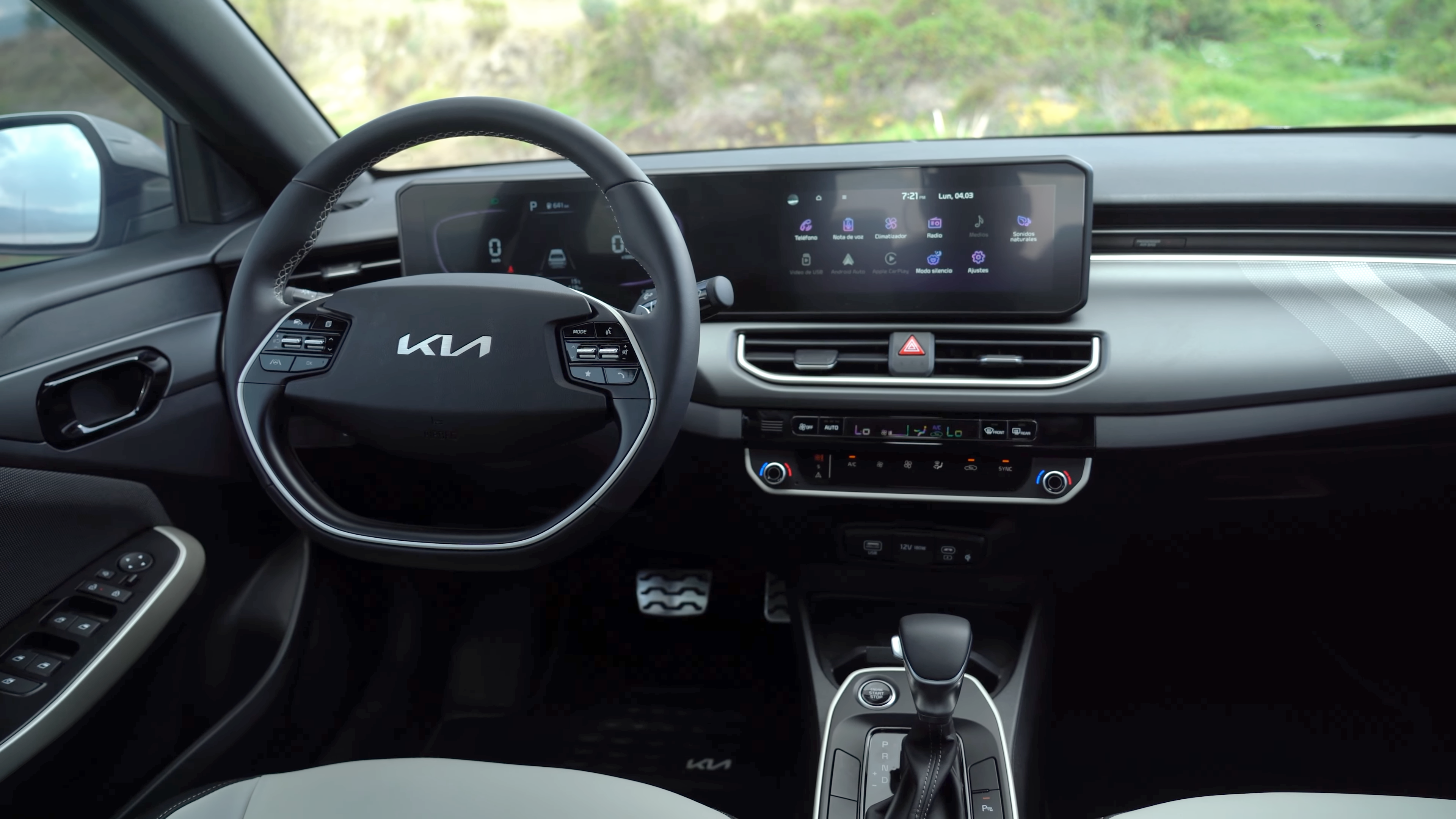
Інтер’єр

## Силовий агрегат
| Модель               | Роки виробництва | Спосіб передавання                            | потужність             | Крутний момент         |
| Бензин               | Бензин           | Бензин                                        | Бензин                 | Бензин                 |
| -------------------- | ---------------- | --------------------------------------------- | ---------------------- | ---------------------- |
| Kappa II 1.4L MPi    | 2023–тепер       | 6-ступінчаста механіка                        | 95 к.с при 4000 об/хв  | 129 Н⋅м при 4000 об/хв |
| Smartstream G1.6 MPi | 2023–тепер       | 6-ступінчаста механіка 6-ступінчастий автомат | 123 к.с при 6300 об/хв | 154 Н⋅м при 4500 об/хв |
| Smartstream G2.0 MPi | 2023–тепер       | 6-ступінчастий автомат                        | 152 к.с при 6200 об/хв | 192 Н⋅м при 4000 об/хв |